# Dora Edinger
Dora Edinger (geboren am 15. April 1890 in Berlin als Dora Rosa Meyer; gestorben am 13. November 1977 in Evanston (Illinois), Vereinigte Staaten) war eine deutsche Historikerin und Frauenrechtsaktivistin jüdischer Abstammung, die zur Zeit des Nationalsozialismus aus Deutschland in die USA emigrierte. Bekannt wurde sie als Biografin der Frauenrechtlerin Bertha Pappenheim.

## Leben
Dora Meyer wurde am 15. April 1890 als älteste Tochter des jüdischen Bankiers Martin Meyer (1849–nach 1914) und seiner Ehefrau Gertrude (geb. Salinger; 1863–1942) in Berlin geboren. Ihre jüngeren Geschwister waren Katharina (1892–1977), später bekannt als Kathi Meyer-Baer, und Herbert Martin Meyer (1897–1993). Die Eltern ermöglichten ihren beiden Töchtern, zu studieren und zu promovieren; beide zählten vermutlich zu den ersten Frauen in ihrem jeweiligen Fach.
Sie studierte Geschichte an der Universität Heidelberg und wurde 1912 mit einer Arbeit über Das öffentliche Leben in Berlin im Jahr vor der Märzrevolution promoviert. Am 2. März 1914 heiratete sie in Berlin den Arzt Fritz Edinger, den Sohn der Frankfurter Frauenrechtsaktivistin und Sozialpolitikerin Anna Edinger und des Hirnforschers Ludwig Edinger. Aus dieser Ehe gingen drei Söhne hervor. Ihr ältester Sohn Wolfgang wurde an ihrem 25. Geburtstag, dem 15. April 1915, in München geboren. Der zweite Sohn namens Martin Joachim starb bereits wenige Tage nach der Geburt im April 1920. Am 1. September 1922 wurde der jüngste Sohn Ludwig Joachim in Frankfurt am Main geboren.
Das Ehepaar Edinger wirkte zunächst gemeinsam im Umfeld des Freien Jüdischen Lehrhauses in Frankfurt am Main und in der dortigen jüdischen Loge B’nai B’rith.
Die Interessen der Eheleute entfernten sich jedoch zunehmend voneinander, da sich Dora verstärkt in der liberaleren jüdischen Frauenbewegung beim Jüdischen Frauenbund engagierte, wo sie mit der österreichisch-deutschen Frauenrechtlerin Bertha Pappenheim zusammenarbeitete.

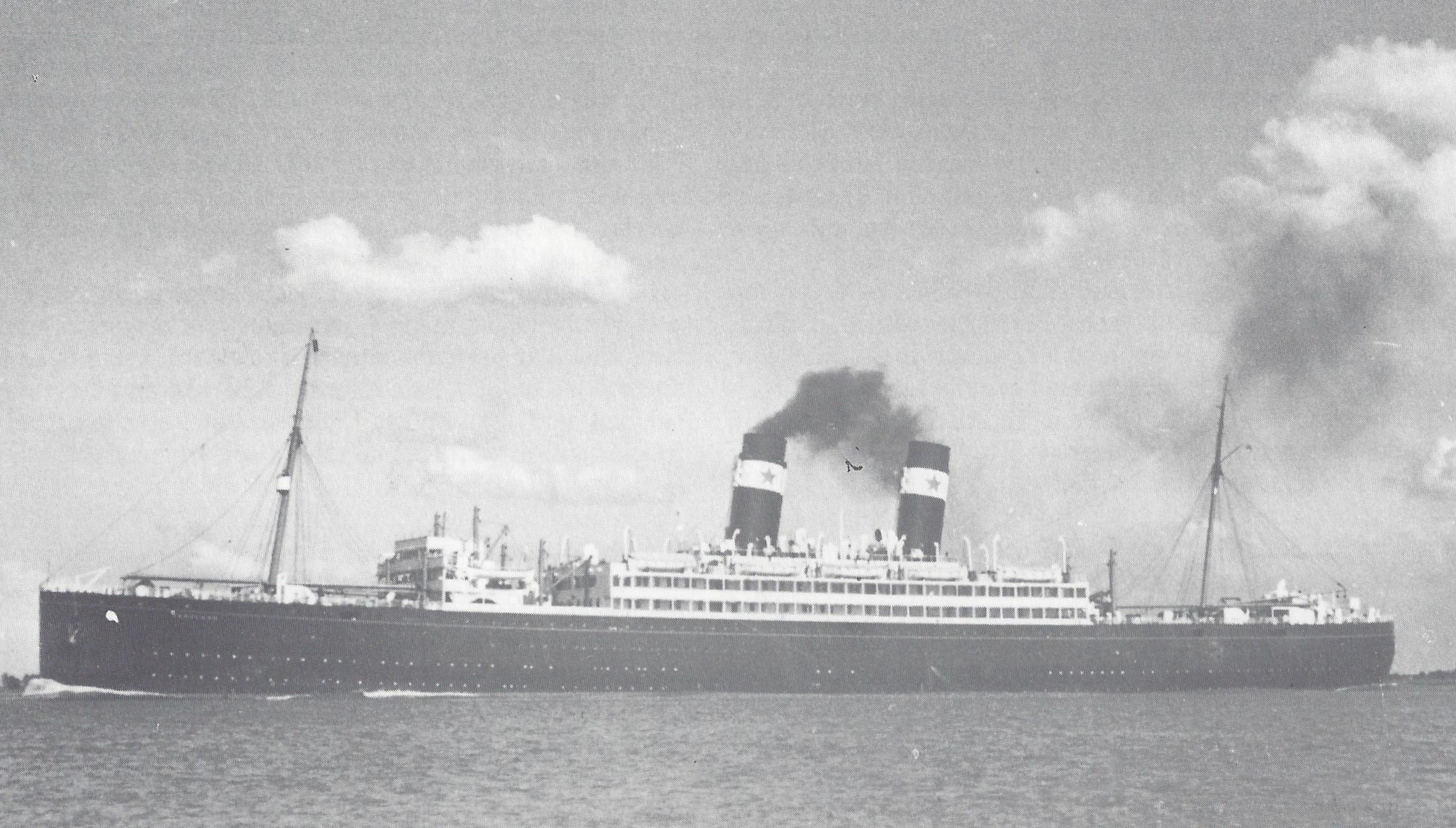
Mit dem Dampfschiff „Pennland“ erreichten Dora Edinger und ihr Sohn Ludwig im September 1936 New York

Zur Zeit des Nationalsozialismus konnte Dora Edinger im Jahr 1936 mit dem jüngsten Sohn Ludwig (später Lewis) in die Vereinigten Staaten fliehen. Sie erreichten New York Mitte September 1936 mit dem Passagierdampfer SS Pennland und ließen sich zunächst in New York City nieder. Lewis Joachim Edinger (1922–2008) wurde Politikwissenschaftler. Dem älteren Sohn Wolfgang (1914–1950) gelang die Flucht nach Palästina, wo er im Jahr 1950 in Jerusalem starb. Ihr Ehemann Fritz Edinger, der in Frankfurt am Main geblieben war, wurde im Juni 1942 ins Vernichtungslager Sobibor deportiert, wo er vermutlich am 19. Juni 1942 ermordet wurde.
Edinger, seit 1943 im Besitz der US-amerikanischen Staatsbürgerschaft, galt in ihrer neuen Heimat als Spezialistin für die Geschichte deutscher Einwanderer in den Vereinigten Staaten und schrieb entsprechende Kurzbiografien (biographical sketches) für eine neue Ausgabe der Appleton Century Cyclopedia. Regelmäßig verfasste sie Beiträge für die American German Review, The Nation, Survey Graphic und Reconstructionist sowie für das Bulletin des Metropolitan Museum of Art. Sie schrieb zahlreiche Textbeiträge und Bücher zu jüdischen Themen und erlangte in den 1960er Jahren große Bekanntheit mit ihren unter schwierigen Bedingungen recherchierten biografischen Publikationen über Bertha Pappenheim.
Am 13. November 1977 starb Dora Edinger im Alter von 87 Jahren in Evanston (Illinois). Sie fand ihre letzte Ruhestätte auf dem jüdischen Friedhof Mount Hebron Cemetery in Flushing, einem Stadtteil im New Yorker Bezirk Queens.
Teile ihres Nachlasses befinden sich im Leo Baeck Institut in New York sowie im Institut für Stadtgeschichte (Frankfurt am Main).

## Namensgleichheit
Dora Edinger ist nicht zu verwechseln mit ihrer gleichnamigen Schwägerin Dora Edinger (1894–1982), der jüngeren Schwester ihres Ehemannes und späteren Ehefrau des Pharmakologen Werner Lipschitz.

## Trivia

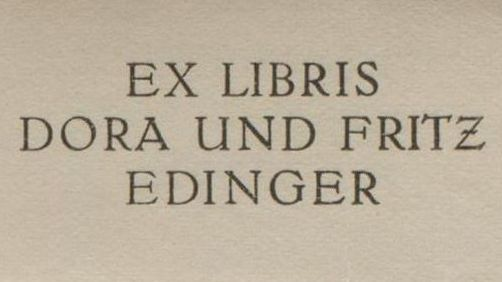
Exlibris von Dora und Fritz Edinger

Bei der Suche nach NS-Raubliteratur wurde in der Württembergischen Landesbibliothek Stuttgart ein Buch aus der Privatbibliothek von Dora und Fritz Edinger mit einem Exlibris des Ehepaares gefunden. Es handelt sich um Eduard Bernsteins Schrift: Wesen und Aussichten des bürgerlichen Radikalismus, die 1915 in München im Verlag Duncker & Humblot erschienen war.

## Werke (Auswahl)
- National Council of Jewish Women (Hrsg.): The Jewish year: as portrayed by examples from Jewish literature. New York 1937, OCLC 970953580 (englisch).
- Dora Edinger: Christian Esselen. Citizen of Atlantis. In: George Newman Fuller, Lewis Beeson (Hrsg.): Michigan History. Band 34, 1947, S. 191 (englisch).
- Tales of the German countryside before Hitler. 1957 (englisch).
- Dora Edinger (Hrsg.): Bertha Pappenheim. Leben und Schriften. Ner-Tamid-Verlag, Frankfurt 1963.
- Dora Edinger: Bertha Pappenheim. Freud’s Anna O. Congregation Solel, Highland Park (Illinois), 1968 (englisch)